# CI y desigualdad global
IQ and Global Inequality (literalmente en español, CI y desigualdad global) es un libro de 2006 del psicólogo Richard Lynn y el politólogo Tatu Vanhanen. CI y desigualdad global es la continuación de su libro de 2002 CI y la riqueza de las naciones, una expansión del argumento de que las diferencias internacionales en el desarrollo económico actual se deben en parte a las diferencias en la inteligencia nacional promedio según lo indicado por las estimaciones nacionales de CI, y una respuesta a la crítica. El libro fue publicado por Washington Summit Publishers, una editorial nacionalista blanca.
La investigación de Lynn y Vanhanen sobre los coeficientes intelectuales nacionales ha atraído críticas generalizadas sobre los puntajes, la metodología y las conclusiones del libro.

## Resumen
En CI y desigualdad global, Lynn y Vanhanen argumentan que la inteligencia, medida por las pruebas de CI, es un importante contribuyente a la riqueza nacional, así como a diversas medidas de bienestar social. Basan este argumento en el hallazgo de que los coeficientes intelectuales promedio de las naciones tienen una fuerte correlación con varios de estos factores, entre ellos la alfabetización de adultos (0.64), la educación terciaria (0.75), la esperanza de vida (0.77) y la democratización (0.57). El libro es una continuación del libro de 2002 CI y la riqueza de las naciones de Lynn y Vanhanen, y amplía muchas de las ideas presentadas en su libro anterior.
CI y desigualdad global responde a algunas de las críticas dirigidas contra el libro anterior. Para abordar la crítica de que las medidas del CI nacional no son confiables, miden para 71 naciones los CI nacionales utilizando dos métodos diferentes, y encuentran que la correlación entre las diferentes medidas del CI nacional es de 0.95. Como un argumento adicional para la confiabilidad, encuentran que sus CI nacionales reportados están correlacionados con varias medidas de rendimiento en matemáticas y ciencias, con correlaciones que van desde 0.79 a 0.89.
Finalmente, el libro presenta la teoría de los autores sobre la causa de los CI nacionales. Proponen un modelo de interacción genético-ambiental en el que un alto CI conduce a una mejor nutrición, educación y atención médica, mejorando aún más el CI. También proponen que la composición racial de los países es un factor importante en los CI nacionales. Basan esta conclusión en la observación de que los CI nacionales generalmente se pueden predecir a partir de la composición racial de los países, y que los CI nacionales de países racialmente similares tienden a agruparse.

### Valores nacionales de CI y CCH
Lynn y Vanhanen basan su análisis en datos seleccionados de CI de estudios que cubrieron 113 naciones. Para otras 79 naciones, estimaron los CI medios sobre la base de las medias aritméticas de los CI medidos de los países vecinos. Justifican este método de estimación al afirmar que la correlación entre los CI nacionales estimados que informaron en CI y la riqueza de las naciones y los CI nacionales medidos desde que se obtuvieron es muy alta (0,91).
Lynn y Vanhanen calcularon los CI nacionales en relación con una media británica de 100, con una desviación estándar de 15. Ajustaron todos los resultados de las pruebas para tener en cuenta el efecto Flynn: los ajustes fueron 2 puntos por década para las matrices progresivas de Raven y 3 puntos por década para todos los demás tipos de pruebas. Cuando se usaron dos estudios de CI de un país, se calculó su media, mientras que cuando tres o más estaban disponibles, se usó la mediana.

## Recepción
Las reseñas académicas del libro generalmente criticaron tanto su metodología como sus conclusiones.
Richard E. Nisbett criticó los métodos del estudio por confiar en muestras pequeñas y al azar y por ignorar datos que no respaldaban las conclusiones.
El geógrafo de la Universidad de Reading, Stephen Morse, también criticó el libro (así como CI y la riqueza de las naciones), argumentando que la hipótesis de los autores se basa en "fallas graves". Morse también explicó: "El dilema central del caso Lynn y Vanhanen se basa en su suposición de que los datos nacionales del CI son principalmente (no del todo) una función de la habilidad innata, que a su vez es generada al menos en parte por los genes. Hay muchos supuestos de causa-efecto aquí, y algunos de ellos implican grandes saltos de fe".
El psicólogo J. Philippe Rushton, presidente del Fondo Pioneer que ha financiado durante mucho tiempo la investigación de Lynn, reseñó el libro en 2006 para Personality and Individual Differences. Rushton escribió que el libro extiende y responde a las críticas contra el trabajo anterior de varias maneras, y creía que los métodos eran precisos.
El psicólogo evolucionista Satoshi Kanazawa afirmó en 2008 haber encontrado apoyo para las teorías de Lynn. El estudio de Kanazawa ha sido criticado por usar el teorema de Pitágoras para estimar la distancia geográfica, a pesar de que este teorema solo se aplica a superficies planas y la superficie de la Tierra es más o menos esférica. Otros problemas identificados en este estudio incluyen que Kanazawa asumió incorrectamente que los individuos que emigraron de África a otros continentes migraron a vuelo de pájaro, e ignoró que la distancia geográfica y la novedad evolutiva no siempre se corresponden entre sí.
En un artículo publicado en el European Journal of Personality, Heiner Rindermann comparó los puntajes de CI del libro con una gran cantidad de estudios internacionales de evaluación de estudiantes sobre temas como lectura, matemáticas, ciencias y resolución de problemas, y descubrió que están altamente interrelacionados. Los análisis estadísticos indicaron que los resultados podrían explicarse por una capacidad cognitiva general subyacente. Más de 30 comentarios sobre los hallazgos de Rindermann se publicaron en el mismo número de la revista.
En un estudio de 2008 publicado en la revista Intelligence, Garry Gelade reportó una fuerte relación entre las estimaciones nacionales de CI del libro y la ubicación geográfica del país. Sobre esta base, concluyó que los hallazgos del libro eran "defendibles".
En el documento de 2010 "Una revisión sistemática de la literatura del CI promedio de los africanos subsaharianos", también publicado en Intelligence, Jelte M. Wicherts y sus colegas declararon:

Por ejemplo, Lynn y Vanhanen (2006) otorgaron un CI nacional de 69 a Nigeria sobre la base de tres muestras (Fahrmeier, 1975; Ferron, 1965; Wober, 1969), pero no consideraron otros estudios publicados relevantes que indicaran que el CI promedio en Nigeria es considerablemente más alto que 70 (Maqsud, 1980a, b; Nenty & Dinero, 1981; Okunrotifa, 1976). Como Lynn comentó con razón durante la conferencia de 2006 de la Sociedad Internacional de Investigación de Inteligencia (ISIR por sus siglas en inglés), realizar una reseña de la literatura implica tomar muchas decisiones. Sin embargo, un inconveniente importante de las revisiones de literatura de Lynn (y Vanhanen) es que no son sistemáticas".

Lynn y Gerhard Meisenberg respondieron que "la evaluación crítica de los estudios presentados por WDM muestra que muchos de estos se basan en muestras de élite no representativas" y que una reseña adicional de la literatura, incluida la consideración de resultados en matemáticas, ciencias y lectura, dio "un CI de 68 como la mejor lectura del CI en África subsahariana". Wicherts y sus colegas en otra respuesta declararon: "A la luz de todos los datos de CI disponibles de más de 37,000 examinadores africanos, solo el uso de métodos no sistemáticos para excluir la gran mayoría de los datos podría dar como resultado un CI medio cercano a 70. Sobre la base en cuanto a los métodos de sonido, el CI promedio sigue siendo cercano a 80. Aunque esto significa que el CI es claramente inferior a 100, lo consideramos sorprendente a la luz del potencial del efecto Flynn en África (Wicherts, Borsboom y Dolan, 2010) y problemas psicométricos comunes asociados con el uso de pruebas occidentales de CI entre africanos".
En consecuencia, algunos estudios posteriores que usaron datos de CI nacional promedio verificaron sus resultados con ambos conjuntos de datos.
Los economistas Jones y Schneider, comentando para Economic Inquiry, dijeron que los libros resumían adecuadamente los hallazgos del volumen anterior.
Earl Hunt citó el trabajo de Lynn y Vanhanen como un ejemplo de científicos que van mucho más allá del apoyo empírico para hacer recomendaciones de política controvertidas, y como ejemplos de usos irresponsables de la ciencia. Hunt señala que en su argumentación ambos cometieron el error básico de asignar causalidad a una correlación sin evidencia, y que hicieron estimaciones "asombrosamente bajas" de los CI del África subsahariana basados en datos altamente problemáticos. Considera que por su negligencia en observar las buenas prácticas científicas, Lynn y Vanhanen no están cumpliendo con la responsabilidad básica de los científicos de asegurarse de que sus resultados puedan funcionar como un apoyo empírico razonable para las decisiones políticas.